# Odradna Balka
Odradne Manga  (ucraniano: Одрадна Балка) es una localidad del Raión de Berezivka en el Óblast de Odesa de Ucrania. Según el censo de 2001, tiene una población de 125 habitantes.